# Ljoedmila Litvinova
Ljoedmila Anatoljevna Litvinova (Russisch:Людмила Анатольевна Литвинова) (Lipetsk, 8 juni 1985) is een Russische sprintster, die gespecialiseerd is in de 400 m. Haar beste prestaties boekte ze echter op de 4 x 400 m estafette. Ze nam eenmaal deel aan de Olympische Spelen en won bij die gelegenheid een zilveren medaille, die haar later is ontnomen is vanwege dopinggebruik door een ploeggenote.

## Biografie
In 2008 nam Litvinova deel aan de Olympische Spelen van 2008 van Peking. Hierbij won ze met haar teamgenotes Joelia Goesjtsjina, Tatjana Firova en Anastasia Kapatsjinskaja een zilveren medaille op de 4 x 400 m estafette. Met een tijd van 3.18,82 eindigde het Russische viertal achter de Verenigde Staten (goud; 3.18,54) en voor Jamaica (brons; 3.20,40). Op de wereldkampioenschappen van 2009 in Berlijn moesten Anastasia Kapastjinskaja, Tatjana Firova, Ljoedmila Litvinova en Antonina Krivosjapka op de 4 x 400 m estafette genoegen nemen met een bronzen medaille.
Ljoedmila Litvinova is aangesloten bij Dynamo in Lipetsk.

## Persoonlijke records
| Onderdeel | Prestatie | Datum        | Plaats      |
| --------- | --------- | ------------ | ----------- |
| 200 m     | 22,82 s   | 30 mei 2009  | Sotsji      |
| 400 m     | 50,27 s   | 24 juli 2009 | Tsjeboksary |

## Palmares

### 4 x 400 m
- 2008: DQ OS - 3.18,82
- 2009:  WK - 3.21,64
- 2011:  WK - 3.19,36